# Elliott Smith
Steven Paul "Elliott" Smith (sinh ngày 6
tháng 8 năm 1969 – mất ngày 21 tháng 10 năm 2003) là một ca sĩ kiêm nhà sáng tác ca khúc người Mỹ. Smith sinh ra ở Omaha, Nebraska, lớn lên tại Texas và sống ở Portland, Oregon khi bắt đầu có những thành công trong sự nghiệp nghệ thuật. Nhạc cụ chính mà Smith hay sử sụng là đàn guitar, ngoài ra ông còn có thể chơi piano, clarinet, bass guitar, drums và harmonica. Smith có một chất giọng rất đặc biệt, nghe rất nhẹ nhàng và lan tỏa. Năm 1994, vài năm sau khi bắt đầu chơi trong ban nhạc rock Heatmiser, Smith bắt đầu sự nghiệp solo và phát hành album với 2 hãng thu âm Cavity Search và Kill Rock Stars. Năm 1997, Smith bắt đầu thành công khi ca khúc "Miss Misery" của anh giành được giải Oscar cho hạng mục ca khúc hay nhất trong phim Good Will Hunting. Trong những sáng tác của ông, có thể hay bắt gặp rượu, ma túy, sự mất niềm tin. Smith qua đời ở tuổi 34 tại Los Angeles, California với 2 nhát dao trên ngực. Kết quả khám nghiệm tử thi cho thấy đây không phải là một vụ tự sát. Cùng trong thời gian ấy, Smith đang chuẩn bị phát hành album phòng thu thứ 6 From a Basement on the Hill.

### Phong cách âm nhạc
Smith chịu ảnh hưởng bởi các nghệ sĩ/ban nhạc như Big Star, The Clash, The
Who, Led Zeppelin, The Kinks, Pink Floyd, Rush, Elvis Costello, Television,
Motown, AC/DC, Hank Williams và Scorpions. Smith thường dành thời gian để 
nghe đi nghe lại các album nhạc trong nhiều tháng. Sean Croghan – một người bạn
đại học cùng phòng với Smith kể lại rằng trong suốt năm cuối đại học Smith hầu
như chỉ nghe thể loại slow jams. Smith cũng thường lấy cảm hứng từ
tiểu thuyết, tôn giáo và tâm lý học. Ông thích những tác phẩm cổ điển như
Samuel Beckett, T. S. Eliot and Fyodor Dostoyevsky.
Trong vài lần phỏng vấn, Smith có nhắc đến Bob Dylan với sự ngưỡng mộ và tiết lộ rằng
Bob Dylan là những nghệ sĩ đầu tiên ảnh hưởng đến phong cách của Smith. Ông kể
rằng: "Cha tôi chỉ tôi cách chơi bài 'Don't Think Twice, It's All Right'. Tôi
thích những lời ca mà Dylan sáng tác và tôi thích cách mà ông ấy thích những
lời ca". Smith đã cover lại ca khúc "When I paint my masterpiece" một vài lần.
Smith còn được so sánh với Nick Drake – một huyền thoại nhạc folk được biết đến bởi giọng
ca và kĩ thuật chơi đàn guitar của ông. Smith là một fan cuồng nhiệt của The Beatles, ông đã nghe The
Beatles rất thường xuyên khi chỉ mới 4 tuổi và ông cũng tiết lộ rằng album The White
Album là cội nguồn cảm hứng để ông trở thành một người nghệ sĩ. Năm 1998, Smith
đã cover lại bài "Because" của The Beatles và bài hát là soundtrack trong bộ
phim American Beauty. Dù đây là ca khúc duy nhất của The Bealtes mà Smith cover
và chính thức phát hành cho công chúng, người ta còn cho rằng Smith còn có ít
nhất hai bản cover nữa là Revolution và I'll be back.

## Các nhạc phẩm đã phát hành
Các album phòng thu
- Roman Candle (1994)
- Elliott Smith (1995)
- Either/Or (1997)
- XO (1998)
- Figure 8 (2000)